# Operacja wojskowa

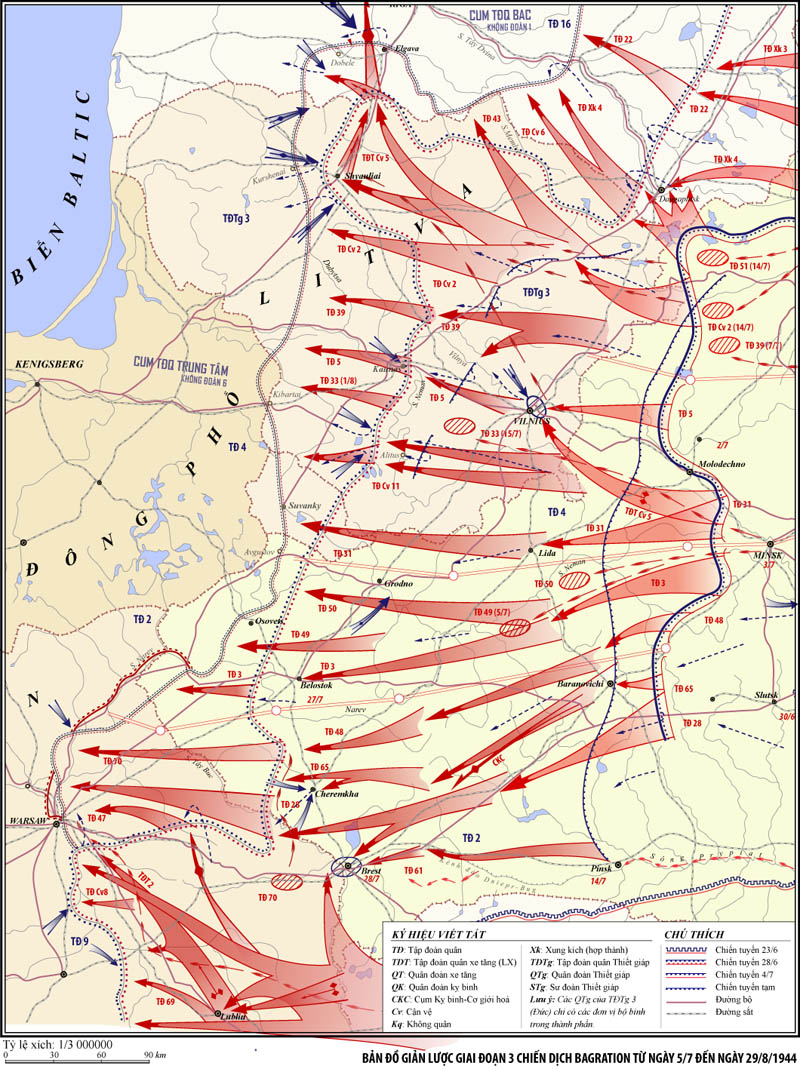
Schemat operacji Bagration (1944)

Operacja wojskowa – część sztuki wojennej, zespół walk, bitew, uderzeń ogniowych i manewrów toczonych lub wykonywanych na lądzie, w powietrzu i na morzu przez związki operacyjne różnych rodzajów wojsk i sił zbrojnych, połączonych wspólną myślą przewodnią, prowadzonych pod jednym kierownictwem, dla osiągnięcia określonego celu.

## Operacja w ujęciu historycznym
Termin operacja w słownictwie wojskowym pojawił się w XVII wieku, a w myśl ówczesnej definicji była to działalność bojowa armii w ogóle. Henry Evans Lloyd, bazując na doświadczeniach wojny siedmioletniej zdefiniował operację jako określoną formę działań prowadzonych przez samodzielne zgrupowania. Istotę operacji, według Lloyda, stanowiło działanie wzdłuż linii operacyjnej, stworzenie zagrożenia dla wojsk przeciwnika i zmuszenie go do wycofania z określonego obszaru bez walki. Inny teoretyk wojskowości – Dietrich Heinrich von Bülow pokusił się o  ujednolicenie używanej terminologii. W pełni zgadzał się z Lloydem, że opanowanie matematyki, sztuki fortyfikacji, geografii i topografii, pozwalało przewidzieć, zaplanować i przeprowadzić wszelkie operacje z geometryczną wręcz dokładnością.
Dla Jominiego podstawę sprawnego działania stanowiły linie operacyjne. Nie zgadzał się z takim tokiem rozumowania Carl von Clausewitz. Widział on w sztuce wojennej właśnie sztukę, a nie naukę opartą na geometrycznych wykresach.
Dla Napoleona wszelkie manewry służyły mu przede wszystkim do stoczenia rozstrzygającej bitwy. Traktował on dowodzenie operacjami, jako właściwą strefę kształtowania bitew i wojen i tworzył zgrupowania zdolne do samodzielnego operowania na polu walki. Według niego bitwa nie stanowiła integralnej części operacji. Istotą tak rozumianej operacji był manewr, mający doprowadzić do narzucenia przeciwnikowi bitwy, a sama bitwa stanowić miała końcową fazę wojny.
Nową treść pojęciu operacja nadał Helmuth von Moltke. Według niego manewr i bitwa stanowią integralną całość, są od siebie współzależne i wzajemnie się uzupełniają. Jako twórca pruskiej szkoły wojennej, pierwszy uruchomił procedurę planowania operacyjnego. Założył, że w skład operacji wchodzi wszystko to, co wojska wykonują od ich ześrodkowania w rejonach wyjściowych, aż do osiągnięcia określonego celu.
Po 1945, w teorii polskiej sztuki wojennej przyjęto sowieckie rozumienie operacji. To strategia określała cele i zadania operacyjne i miała wpływ na planowanie operacyjne. Przez operację rozumiano: zespół walk, bitew, uderzeń ogniowych i manewrów toczonych lub wykonywanych na lądzie, w powietrzu i na morzu, przez związki operacyjne (zgrupowania operacyjne) różnych rodzajów wojsk i sił zbrojnych, połączonych wspólną myślą przewodnią (zamiar walki, operacji), prowadzonych pod jednym kierownictwem, dla doprowadzenia do osiągnięcia celu operacji (bitwy) lub celu strategicznego, co wymaga uzgodnionego wysiłku i ścisłego współdziałania rodzajów sił zbrojnych i wojsk. W istocie tak rozumianej operacji wyróżniano trzy jej główne elementy: ogień, uderzenie i manewr.
Po rozpadzie struktur Układu Warszawskiego stopniowo odchodzono od wcześniejszych ustaleń doktrynalnych, a  w teorii polskiej sztuki wojennej pojawiła się koncepcja obrony manewrowej ze strategiczną operacją obronną będąca pokłosiem przyjętej przez Polskę doktryny obronnej. Jej istotą było dążenie, przy użyciu wszelkich dostępnych sił i środków, do zachowania sprawnego systemu kierowania państwem i siłami zbrojnymi. Powinna zapewnić możliwość pełnego rozwinięcia mobilizacyjnego i operacyjnego sił zbrojnych, zorganizowania i utrzymania skutecznej osłony i obrony najważniejszych obiektów cywilnych i wojskowych, utrzymania ważnych obszarów (rubieży) i zmuszenia przeciwnika do odstąpienia od podjętego zamiaru. 
Druga połowa lat dziewięćdziesiątych i zmiany geopolityczne w świecie spowodowały pewne przewartościowania w podejściu do operacji. Zmiany nastąpiły w strukturze operacyjnego obszaru obrony i w wyróżnianych etapach prowadzenia operacji. Dotychczasowe strefy i rubieże zastąpiono obszarami, zaś operację wstępną, działania w taktycznej strefie i działania w głębi, ustąpiły miejsca działaniom: głębokim, bezpośrednim i tyłowym. Coraz mniejsze znaczenie w rozwiązywaniu sytuacji kryzysowych miały tzw. ciężkie operacje wojenne, a  bezpieczeństwo kraju starano się zapewnić poprzez przeciwdziałanie zagrożeniom pośrednim. Z clausewitzowskich  warunków zwycięstwa stawiano na  pozbawienie przeciwnika woli walki.
Uważano, że środek ciężkości w coraz większym stopniu, stanowią czynniki społeczne oraz ekonomiczne które w pierwszej kolejności mogą  stać się obiektami walki. Więcej miejsca przewidywano na pozazbrojne formy bieżącego funkcjonowania.  Częściej mówiło się o operacjach połączonych.
Wiodącą rolę stanowią opracowane przez Amerykanów cechy operacji takie jak: wielowymiarowość, integracja działań, precyzyjność, nieliniowość, równoczesność i ogniskowość. Inni dokładają jeszcze: złożoność, wielośrodowiskowy wymiar, asymetryczność, wielokulturowość, coraz większe zaangażowanie podmiotów ponadnarodowych i niepaństwowych, prewencyjny i interwencyjny charakter, odmasowienie, wzrost oddziaływania psychologicznego, coraz bardziej powszechne wykorzystanie zaawansowanych technologii.

Jeszcze w 2015 teoretycy wojskowości pisali: 

Dwie kwestie jednak wydają się być przesądzone. W pełni przewidywalną właściwością przyszłych operacji, będzie ich odmasowienie. Strategia masowego zniszczenia już obecnie jawi się jedynie zmorą przeszłości. O przyszłej operacji, wszystko na to wskazuje, decydować będzie siła rozstrzygająca, a nie miażdżąca.

Inwazja Rosji na Ukrainę w lutym 2022 zmusi prawdopodobnie teoretyków wojskowości, dowódców wojskowych i dysydentów politycznych do zmian w sposobie postrzegania operacji.

## Charakterystyka operacji
Operację stanowi zespół bitew oraz działań operacyjnych i taktycznych,  wzajemnie sprzężonych co do celu, miejsca i czasu. Wyróżnia się operacje armijne, korpuśne lub grupy operacyjnej. Niekiedy, na samodzielnym kierunku operację może przeprowadzić również związek taktyczny. 
Bitwa jest podstawową częścią operacji i stanowi skupione w czasie i przestrzeni starcie sił głównych przeciwstawnych związków operacyjnych lub taktyczno-operacyjnych.
Operacja ma ściśle określoną definicję, która zawęża znacznie to pojęcie i mówi co operacją jeszcze nie jest (np. mała potyczka) i co operacją już nie jest (np. wojna).
Można też powiedzieć, że operacja wojskowa to potocznie akcja militarna, której zakres może sięgać od małej potyczki kilku żołnierzy do wręcz całego konfliktu zbrojnego (wojny).
W innym ujęciu, operacja – to pośrednia walka zbrojna. Pośrednia, gdyż jej głównym celem jest pośrednie zniszczenie tj. zdobycie jeńców i broni oraz terenu lub inaczej sił i środków walki oraz przestrzeni (woda, powietrze, ląd) zajmowanej przez przeciwnika. Cechą charakterystyczną operacji jest większa manewrowość od manewrowości w taktyce, którą to charakteryzuje większa pozycyjność działań. Tak więc, w operacji chodzi przede wszystkim o zwyciężenie jak najmniejszym kosztem (stratami trwałymi: śmierć, kalectwo a także zatopienie okrętów, zestrzelenie samolotów itd.). Tak więc w operacji zasadą jest kierowanie głównego wysiłku na opanowanie określonego obiektu decydującego o możliwości prowadzenia dalszej walki przez przeciwnika. Obiekty te to położone na jego tyłach: dowództwa wysokiego szczebla, główne węzły łączności, składy MPiS, cieśniny terenu blokujące drogi odwrotu itd. Szerszym pojęciem są działania operacyjne. 
Przeciwieństwem operacji (walki pośredniej) jest taktyka, czyli walka bezpośrednia.

## Definicja działań operacyjnych
Działania operacyjne to działania zgrupowań różnych rodzajów sił zbrojnych i rodzajów wojsk podejmowane dla osiągnięcia celu operacyjnego lub strategicznego (decydująca, główna operacja) podczas pokoju, kryzysu i wojny. Do działań operacyjnych zalicza się operacje realizowane w trakcie wojny i wojskowe operacje pokojowe oraz pogotowie oraz przemieszczanie i rozmieszczenie operacyjne.
Działania operacyjne stanowią ogniwo pośrednie między działaniami strategicznymi a taktycznymi. Ich celem jest stworzenie dowódcom taktycznym niezbędnych warunków do wykonania zadań.
Działania operacyjne dzielą się na dwa typy:
- działania główne (walka operacyjna),
- działania pomocnicze (przemieszczenie i rozmieszczenie operacyjne).

Ponadto, w operacji wyróżnia się:
- rodzaje operacji (militarna, stabilizacyjna, pokojowa, humanitarna, naukowa, itp.),
- formy operacji (walka rozjemcza, negocjacje, stabilizacja w regionie),
- sposoby (np.: embargo),
- skalę (mikro, mezo, makro),
- czynniki (bojowy, psychologiczny, ekonomiczny, społeczno-polityczny),
- elementy operacji (siłowo-porządkowy, ratunkowy),
- technika operacji (lotnictwo, okręty, wozy bojowe, piechota wyposażona w niezbędny sprzęt).

## Charakter działań operacyjnych
Działania operacyjne charakteryzują się szerokim zakresem swobody w planowaniu działań. Swoboda działania dowódcy na szczeblu operacyjnym jest konieczna w celu uzyskania przewagi i utrzymania inicjatywy w dążeniu do osiągania celów strategicznych. Decydująca jest przy tym swoboda w zakresie ustalania rodzaju działań i ich priorytetów, zasobów logistycznych oraz możliwości do wydzielenia i utrzymania wystarczających odwodów operacyjnych pozwalających wpływać na przebieg operacji na rozległym obszarze.
Działania operacyjne charakteryzują się dużym rozmachem przestrzennym. W warunkach znacznej redukcji sił zbrojnych szczególnego znaczenia nabiera ekonomia sił. Zgodnie z tą zasadą siły należy przydzielać w zależności od obszaru, na którym mają być realizowane zadania operacyjne. Ekonomia sił oznacza w tym wypadku odpowiednie ugrupowanie wojsk i wykorzystanie ich możliwości, zapewniające osiągnięcie celów. Dowódca operacyjny musi skoncentrować swe wysiłki we właściwym miejscu i czasie oraz świadomie podjąć ryzyko osłabienia swych sił w innym rejonie. Dążyć powinien do koncentracji swego wysiłku w celu oddziaływania na najwrażliwszy punkt przeciwnika, czyli tam gdzie jego działania osiągnąć mogą największą skuteczność. Punktami takimi powinny być te elementy przeciwnika, których zniszczenie lub obezwładnienie uniemożliwi lub znacznie utrudni osiągnięcie przeciwnikowi zakładanych celów.
Charakter współczesnych działań wojennych wymaga zespołowego działania wszystkich komponentów sił zbrojnych dla osiągnięcia wspólnego celu, co pozwala na skuteczniejsze wykorzystanie ich potencjałów bojowych. Typową cechą działań operacyjnych jest współdziałanie wojsk lądowych z siłami powietrznymi, a na kierunku nadmorskim z marynarką wojenną podczas planowania i prowadzenia działań połączonych. Nie chodzi tu wyłącznie o współdziałanie z innymi rodzajami sił zbrojnych, ale o planowanie i użycie wszystkich sił biorących udział w operacji pod jednym dowództwem. Kierowanie operacją przypada zwykle dowódcy z tego rodzaju sił zbrojnych, który w danej operacji spełnia główną rolę. Przy czym operacyjnie dowodzi ten szczebel, na którym dowódca odpowiada za planowanie i prowadzenie działań w co najmniej dwóch środowiskach, a więc na przykład w powietrzu i na lądzie. Dowodzi więc zarówno siłami lądowymi, jak i powietrznymi. Na niższych szczeblach występuje natomiast współdziałanie między dwoma rodzajami sił zbrojnych pozostającymi pod własnym dowództwem.

## Czynniki operacyjne
W działaniach operacyjnych odmienne znaczenie niż na szczeblach taktycznych mają czynniki operacyjne, czyli siły, obszar, czas i informacja. O ile w działaniach taktycznych występuje jedność celu, czasu i miejsca działania sił, to w działaniach operacyjnych występuje jedność celu, ale rozdzielność czasu i miejsca. Odmienne jest również podejście poszczególnych szczebli dowodzenia do działań wojennych. Dowódca szczebla taktycznego podejmuje decyzję, uwzględniając aktualną i następną walkę. Zajmuje się w zasadzie tylko swoim rodzajem sił zbrojnych i koncentruje na użyciu swych środków dla osiągnięcia celów działań. Dowódca operacyjny musi wykraczać poza te ramy, wprowadza czasowo i przestrzennie swe siły do działania w sposób umożliwiający mu rozstrzygnięcie szeregu walk na swoją korzyść. Osiąga w ten sposób długofalowe cele militarne.

## Dowodzenie operacyjne
Celem dowodzenia operacyjnego jest czasowa i przestrzenna koordynacja działań związków taktycznych i oddziałów różnych rodzajów sił zbrojnych. W związku z tym zadaniem dowództwa operacyjnego jest przekształcanie zamiarów strategicznych w zadania taktyczne, czyli wypracowanie koncepcji operacji i zadań dla wojsk. Istota działań operacyjnych polega na skierowaniu własnego wysiłku na najbardziej wrażliwe miejsce przeciwnika.
Koncepcja operacji jest efektem przekształcenia celu strategicznego w działania wojsk, czyli jest to ustalenie sposobu osiągnięcia celu oraz ukierunkowanie głównego wysiłku.
Działania operacyjne nie są związane z określonym poziomem dowodzenia, choć w znacznej mierze uzależnione są od wielkości charakteru użytych sił i środków niezbędnych do osiągnięcia założonych celów. Prowadzone są z reguły na dużych obszarach geograficznych i najczęściej z użyciem różnych rodzajów sił zbrojnych w składzie narodowym lub koalicyjnym.
Niekiedy działania prowadzone przez szczeble taktyczne mogą osiągać wymiar operacyjny. Zależy to głównie od celu, charakteru obszaru działań i ich rezultatu. Planowanie i użycie związków taktycznych (oddziałów) odbywać się będzie wówczas zgodnie z zasadami operacyjnymi, zaś ich działanie, ze względu na strukturę i wielkość, przebiegać będzie zgodnie z wymogami taktyki.
Decyzje do działań operacyjnych podejmowane będą na podstawie niepełnych informacji, ponieważ uzyskanie całkowitej pewności co do długofalowego działania przeciwnika nigdy nie będzie możliwe. Dlatego zamiary przeciwnika muszą być ocenione w dłuższej perspektywie, aby można było stworzyć w miarę dokładny i wiary godny obraz rozwoju sytuacji. Na szczeblu operacyjnym chodzi nie tylko o stwierdzenie fizycznej obecności przeciwnika na polu walki. Jest on również oceniany z innego punktu widzenia. Oceniać należy osobowość, umiejętności, silne i słabe strony dowódców przeciwnika. Jeżeli siły przeciwnika składają się z kontyngentów różnych państw lub narodowości, to dowództwo operacyjne powinno starać się wykorzystać różnice w ich zasadach dowodzenia, prowadzeniu działań, sprzęcie, strukturach organizacyjnych i możliwościach.
Prowadzenie działań operacyjnych wymaga szerokiego spojrzenia na obszar operacji. Inna perspektywa przestrzenna wymaga odmiennego podejścia do oceny terenu, wykroczenia poza jego szczegółową ocenę prowadzoną na szczeblach taktycznych. Ocena terenu na szczeblu operacyjnym powinna stworzyć ogólny pogląd na obszar operacji, dogodne kierunki uderzenia, rubieże obronne i opóźnienia, możliwości manewru. Zainteresowanie dowództwa operacyjnego skierowane jest na zasoby miejscowe i najważniejsze cechy terenu, takie jak: łańcuchy wzniesień, niziny, kompleksy leśne, doliny rzek i duże zbiorniki wodne. Takie obiekty infrastruktury terenowej, jak porty, ciągi komunikacyjne i miejscowości odgrywają istotną rolę zarówno podczas przegrupowania wojsk własnych i przeciwnika, jak i w trakcie operacji oraz zabezpieczenia logistycznego wojsk.
Dowódca operacyjny w swoim planowaniu uwzględnić musi problematykę obrony terytorialnej oraz interesy i postępowanie ludności znajdującej się na obszarze działań. Dotyczy to zwłaszcza zapewnienia swobody operacyjnej przez wojska obrony terytorialnej i wykorzystania infrastruktury terenowej oraz wsparcia przez państwo gospodarza, na którego obszarze prowadzone są operacje.

## Planowanie operacji
Planowanie operacji to planowanie działań militarnych na poziomie strategicznym, operacyjnym i taktycznym. Desygnowanym terminem określającym planowanie na wszystkich poziomach był termin: planowanie operacyjne. Termin ten został wycofany ze względu na utożsamianie go z planowaniem na poziomie operacyjnym.
Planowanie na poziomie operacyjnym to planowanie działań militarnych na poziomie operacyjnym, ukierunkowane na zaprojektowanie i prowadzenie kampanii i operacji, zmierzające do osiągnięcia celów strategicznych na teatrze działań. Planowanie na poziomie operacyjnym transformuje cele strategiczne na serię zintegrowanych i zaplanowanych w czasie działań prowadzonych przez siły połączone, ukierunkowanych na osiągnięcie celów operacyjnych przy zachowaniu akceptowalnego poziomu ryzyka.

## Zabezpieczenie logistyczne operacji
Logistyka (zabezpieczenie logistyczne wojsk) na poziomie operacyjnym ma o wiele większe znaczenie niż na poziomie taktycznym. Potencjał logistyczny i jego gotowość do zabezpieczenia logistycznego wojsk determinują czas rozpoczęcia oraz charakter operacji. Trudność nie polega wyłącznie na tym, aby dostarczyć więcej zaopatrzenia oraz świadczyć usługi specjalistyczne i gospodarczo-bytowe większej liczbie wojsk i na większym obszarze oraz przez dłuższy czas, lecz przede wszystkim na zorganizowaniu systemu logistycznego odpowiadającego wymogom operacji jeszcze przed jej rozpoczęciem.

## Pogotowie operacyjne
Pogotowie operacyjne obejmuje różnorodne działania mające na celu podwyższanie, utrzymywanie i odtwarzanie zdolności oraz gotowości bojowej. Realizowane może być w okresie pokoju, kryzysu i wojny. W okresie poprzedzającym konflikt zbrojny może obejmować utrzymywanie gotowości bojowej w miejscu stałej dyslokacji, osiąganie wyższych stanów gotowości bojowej oraz rozwijanie mobilizacyjne i operacyjne. W czasie działań wojennych pobyt w rejonach ześrodkowania (wyjściowych, odtwarzania zdolności bojowej) oraz osłonę operacyjną na kierunkach biernych. 

## Rodzaje operacji

### Operacja połączona
Operacja połączona (Joint Operations) to skoordynowany w czasie i przestrzeni całokształt przedsięwzięć militarnych i niemilitarnych planowanych przez kierownictwo strategiczne i realizowanych przez jednolite dowództwo operacyjne dla osiągnięcia celu strategicznego, w którym biorą udział komponenty, co najmniej dwóch rodzajów sił zbrojnych. Mogą w niej uczestniczyć również instytucje i organizacje pozamilitarne. Operacje połączone mogą wynikać z zobowiązań ujętych w art. 5 Traktatu Waszyngtońskiego, lub konieczności reagowania kryzysowego, jak też mogą być operacjami pokojowymi. Dowodzenie w takiej operacji sprawuje dowódca rodzaju sił zbrojnych, spełniającego w danej operacji wiodącą rolę.

### Głęboka operacja
Operacja, w której zapewnia się jednoczesne oddziaływanie ogniowe i uderzenie wojsk na całą operacyjną głębokość obrony przeciwnika oraz potęguje wysiłki poprzez wprowadzenie świeżych wojsk i środków z głębi.
Teoria głębokiej operacji

Teoria prowadzenia operacji opracowana w okresie międzywojennym
w ZSRR przez grupę wojskowych Armii Czerwonej wywodzących się z Armii Cesarstwa Rosyjskiego. Głównym twórcą koncepcji był Władimir Triandafiłłow. Teoria ta była stosowana w praktyce między innymi przez Gieorgija Żukowa. Zakładała ona masowe użycie wojsk pancernych i zmotoryzowanych.
Pomimo wielu podobieństw była ona istotnie różna od koncepcji blitzkriegu opracowanej przez Guderiana.

### Operacja obronna
Operacja obronna to zespół bitew i działań taktycznych prowadzonych przez wojska na lądzie i w powietrzu w różnym miejscu i czasie w celu załamania natarcia zgrupowań uderzeniowych przeciwnika i utrzymania zajmowanego obszaru. Celem operacji obronnej może być również zyskanie czasu i stworzenie warunków do użycia głównej części sił zbrojnych. Gdy celem operacji jest pozbawienie przeciwnika ogólnej przewagi przez uchylenie się od rozstrzygającej bitwy i przejście do obrony na rubieży w głębi, wówczas operacja taka przybiera formę operacji opóźniającej.

### Operacja zaczepna
Operacja zaczepna to rodzaj operacji prowadzonej w celu rozbicia wojsk przeciwnika i opanowania zajmowanego przez niego obszaru. Prowadzone są w ramach obrony strategicznej, na własnym terytorium lub w ramach sojuszniczych operacji połączonych NATO, w formie przeciwuderzenia lub przeciwnatarcia. Głębokość operacji zaczepnej to odległość od linii styczności z przeciwnikiem do rejonu stanowiącego cel danej operacji

## Przykłady operacji
- operacja Orle Pióro
- operacja Dawn of Gulf of Aden
- operacja Odyssey Dawn
- operacja Eagle’s Summit
- operacja Serval
- operacja Achilles
- operacja Desert Storm
- operacja Pastorius
- operacja Overlord
- operacja Market Garden
- operacja Anklet
- operacja Mincemeat
- operacja Archery
- operacja Bagration
- operacja Cerberus
- operacja Fortitude
- operacja Fall Blau
- operacja Torch
- operacja Weserübung
- operacja Barbarossa